# Ханкок (округ, Индиана)
Ха́нкок (англ. Hancock County) — округ в штате Индиана, США. По состоянию на 2010 год, численность населения составляла 70 002 человека.

## история
Округ Хэнкок был официально образован 1 марта 1828 года и был назван в честь Джона Хэнкока подписавшего Декларацию независимости. Город Гринфилд был выбран в качестве административного центра округа 11 апреля 1828 года.

## География
По данным Бюро переписи США, общая площадь округа равняется 795,183 км2, из которых 792,593 км2 суша и 2,616 км2 или 0,330 % это водоёмы.

## Население
По данным переписи населения 2000 года в округе проживает 55 391 жителей в составе 20 718 домашних хозяйств и 16 160 семей. Плотность населения составляет 70,00 человек на км2. На территории округа насчитывается 21 750 жилых строений, при плотности застройки около 27,00-ми строений на км2. Расовый состав населения: белые — 98,44 %, афроамериканцы — 0,13 %, коренные американцы (индейцы) — 0,17 %, азиаты — 0,37 %, гавайцы — 0,03 %, представители других рас — 0,23 %, представители двух или более рас — 0,62 %. Испаноязычные составляли 0,95 % населения независимо от расы.
В составе 36,70 % из общего числа домашних хозяйств проживают дети в возрасте до 18 лет, 67,50 % домашних хозяйств представляют собой супружеские пары проживающие вместе, 7,40 % домашних хозяйств представляют собой одиноких женщин без супруга, 22,00 % домашних хозяйств не имеют отношения к семьям, 18,80 % домашних хозяйств состоят из одного человека, 7,60 % домашних хозяйств состоят из престарелых (65 лет и старше), проживающих в одиночестве. Средний размер домашнего хозяйства составляет 2,65 человека, и средний размер семьи 3,02 человека.
Возрастной состав округа: 26,50 % моложе 18 лет, 6,80 % от 18 до 24, 30,00 % от 25 до 44, 25,40 % от 45 до 64 и 25,40 % от 65 и старше. Средний возраст жителя округа 37 лет. На каждые 100 женщин приходится 97,50 мужчин. На каждые 100 женщин старше 18 лет приходится 94,50 мужчин.
Средний доход на домохозяйство в округе составлял 56 416 USD, на семью — 63 083 USD. Среднестатистический заработок мужчины был 44 001 USD против 28 562 USD для женщины. Доход на душу населения составлял 24 966 USD. Около 1,90 % семей и 3,00 % общего населения находились ниже черты бедности, в том числе — 2,80 % молодежи (тех, кому ещё не исполнилось 18 лет) и 5,10 % тех, кому было уже больше 65 лет.